# Unione Sportiva Grosseto 1938-1939
Questa pagina raccoglie le informazioni riguardanti l'Unione Sportiva Grosseto nelle competizioni ufficiali della stagione 1938-1939.

## Rosa
| N. |                   | Ruolo | Calciatore       |
| -- | ----------------- | ----- | ---------------- |
|    | Italia (bandiera) | D     | Rosilio Bontadi  |
|    | Italia (bandiera) |       | Alfredo Capone   |
|    | Italia (bandiera) |       | Mario Capone     |
|    | Italia (bandiera) | C     | Luigi Castelli   |
|    | Italia (bandiera) |       | Mario Formichini |
|    | Italia (bandiera) | A     | Giuseppe Fommei  |
|    | Italia (bandiera) | C     | Loris Lottini    |
|    | Italia (bandiera) |       | Olivo Macchi     |
|    | Italia (bandiera) | A     | Almiro Marconi   |

| N. |                   | Ruolo | Calciatore         |
| -- | ----------------- | ----- | ------------------ |
|    | Italia (bandiera) | C     | Luigi Martelli     |
|    | Italia (bandiera) | P     | Wolfrido Menghetti |
|    | Italia (bandiera) |       | Marino Monaci      |
|    | Italia (bandiera) | C     | Lido Nelli         |
|    | Italia (bandiera) |       | Giulio Palagi      |
|    | Italia (bandiera) | A     | Mario Pensierini   |
|    | Italia (bandiera) | A     | Guido Querci       |
|    | Italia (bandiera) |       | Ilio Sani          |
|    | Italia (bandiera) |       | Armando Toso       |